# Tony Liscio
Anthony Fred Tony Liscio (* 2. Juli 1940 in Pittsburgh, Pennsylvania, USA; † 18. Juni 2017 in Dallas, Texas) war ein US-amerikanischer American-Football-Spieler. Er spielte in der National Football League (NFL) bei den Dallas Cowboys als Offensive Tackle und Guard.

## Spielerlaufbahn

### Collegekarriere
Tony Liscio spielte bereits auf der High School in seiner Geburtsstadt American Football, war dort aber auch als Leichtathlet aktiv. Nach seinem Schulabschluss schloss er sich der University of Tulsa an und spielte dort als Tackle sowohl in der Offensive Line, als auch in der Defensive Line College Football. In seinem letzten Studienjahr wurde er von den Tulsa Golden Hurricane auf der Position eines Defensive End eingesetzt. Aufgrund seiner sportlichen Leistungen wurde er zum All American und in die Auswahl der Missouri Valley Conference gewählt. Ferner war er zum College-All-Star-Game eingeladen und spielte mit der Collegeauswahl gegen den amtierenden NFL Meister Green Bay Packers.

### Profikarriere
Im Jahr 1963 wurde Tony Liscio sowohl von einer NFL-Mannschaft, als auch von einer Mannschaft der American Football League (AFL) gedraftet. Die von Weeb Ewbank trainierten New York Jets zogen ihn im AFL-Draft in der zehnten Runde an 75. Stelle. Liscio unterschrieb jedoch einen Vertrag bei den von Vince Lombardi betreuten Green Bay Packers, die ihn in der dritten Runde an 42. Stelle gezogen hatten. Liscio kam jedoch nie bei der Mannschaft aus Wisconsin zum Einsatz. Noch vor dem Beginn der Saison 1963 wurde er von den Packers entlassen. Im Laufe der Spielrunde wurde er dann von Dallas Cowboys verpflichtet, die von Tom Landry trainiert wurden. Liscio wurde von den Cowboys als Offensive Tackle eingesetzt und hatte somit die Aufgabe den eigenen Quarterback zu schützen und den Runningbacks der Mannschaft den Weg in die gegnerische Endzone frei zu blocken. Im Jahr 1966 konnte Liscio mit seiner Mannschaft zum ersten Mal die NFL-Endspiel erreichen. Die Cowboys scheiterten jedoch mit 34:27 an den Green Bay Packers. Die Cowboys unter Führung der Quarterbacks Craig Morton und Don Meredith konnten sich fortan als Spitzenteam etablieren.
Im Jahr 1967 konnten die Cowboys in der regular Season neun von 14 Spielen gewinnen. Dem klaren 52:14-Sieg im Divisional-Play-off-Spiel gegen die Cleveland Browns stand allerdings eine 21:17-Niederlage der Mannschaft von Liscio gegen die Green Bay Packers im NFL-Endspiel gegenüber. Das Spiel sollte als Ice Bowl in die NFL Geschichte eingehen.
Vor der Saison 1969 wurde Don Meredith durch Roger Staubach auf der Position des Quarterback ersetzt. Craig Morton und Staubach waren unter dem Schutz ihrer Offensive Line maßgeblich an dem NFC-Titelgewinn im Jahr 1970 beteiligt. In diesem Jahr konnte Liscio mit den Cowboys nach einem 17:10-Sieg über die San Francisco 49ers im NFC Championship Game zum ersten Mal in den Super Bowl einziehen. Im folgenden Super Bowl V konnten sich aber die von Don McCafferty betreuten Baltimore Colts mit 16:13 durchsetzen. Nach dem Spiel erlitt die Laufbahn von Liscio einen Rückschlag. Er wurde im Tausch gegen Lance Alworth an die San Diego Chargers abgegeben, konnte sich aber in San Diego aufgrund von Verletzungsproblemen nicht durchsetzen. Er wurde daher gegen sein Einverständnis von den Chargers an die Miami Dolphins weitergegeben, erklärte danach allerdings sein Karriereende.
Im Jahr 1971 zogen sich im Laufe der Saison zahlreiche in der Offensive Line eingesetzte Stammspieler der Cowboys Verletzungen zu. Um das dadurch entstandene Vakuum in der Offense der Mannschaft zu füllen, wurde Liscio erneut von den Cowboys verpflichtet. Die Cowboys gewannen in dieser Saison in der regular Season 1971 elf von 14 Spielen und zogen damit in die Play-offs ein. Nach einem 14:3-Sieg über die San Francisco 49ers gelang dem Team von Andrie im Super Bowl VI gegen die von Don Shula trainierten Miami Dolphins ein 24:3-Sieg.
Nach dem Spiel beendete Liscio seine Laufbahn.

## Ehrungen
Tony Liscio wurde einmal zum All Pro gewählt und befindet sich in der Ruhmeshalle seines Colleges, in der National Italian American Sports Hall of Fame und in der  Western Pennsylvania Hall of Fame.

## Nach der Laufbahn
Tony Liscio war verheiratet und hatte drei Kinder. Er war nach seiner Laufbahn im Immobiliengewerbe tätig. Liscio erlitt im Jahr 2012 einen Herzinfarkt. Im Jahr 2016 wurde bei ihm Amyotrophe Lateralsklerose diagnostiziert. An dieser Krankheit verstarb er ein Jahr später. Sein Gehirn wurde für die medizinische Forschung freigegeben. Seine Grabstätte ist nicht bekannt.

## Quelle
- Jens Plassmann: NFL – American Football. Das Spiel, die Stars, die Stories (= Rororo 9445 rororo Sport). Rowohlt, Reinbek bei Hamburg 1995, ISBN 3-499-19445-7.
- Peter Golenbock: Landry's Boys: An Oral History of a Team and an Era, Triumph Books, 2005, ISBN 1-61749-954-4
- Brian Jensen, Troy Aikman: Where Have All Our Cowboys Gone, 2005, ISBN 1-4616-3611-6
- Cliff Harris, Charlie Waters: Tales from the Dallas Cowboys Sideline: A Collection of the Greatest Cowboys Stories Ever Told , Simon and Schuster, 2016, ISBN 1-61321-912-1